# Volition (Management)
Der Begriff Volition (von lateinisch velle „wollen, wünschen“) bezeichnet in der Managementwissenschaft in Bezug auf Unternehmen (sich selbst steuernde Systeme) den Prozess der Willensbildung (Zielsetzung, Planung) und Willensdurchsetzung (Organisation, Kontrolle); in Bezug auf die Führungskräfte bezeichnet dieser Begriff die Willenskraft, die notwendig ist, um gegebenenfalls widerstrebende Motive, Zielkonflikte oder Unlustgefühle zu überwinden. Die dazu notwendigen Kompetenzen bewirken eine höhere Effizienz bei der Umsetzung von Zielen und Motiven in Ergebnisse, die man mithilfe von Kennzahlen messen kann.

## Theorie und Bedeutung der Volition
In der englischen Alltagssprache (zum Beispiel Oxford Dictionary) versteht man unter Volition den Gebrauch des Willens für Entscheidungen oder einfach die Kraft (power) des Wollens. In den Neurowissenschaften, in der Psychologie und im Management (Management-Zyklus) bezieht sich der Wille auf die Steuerung des gesamten Handlungsablaufs – von der Zielsetzung bis zum Ergebnis (siehe Abbildung 1). Dieses abstrakte Modell des Zusammenspiels von Handlungen und Willen ist einer der wichtigsten Schlüssel zum Verstehen menschlichen Verhaltens. Das reicht von der Erklärung des Konsumentenverhaltens im Marketing über die Führung von Mitarbeitern im Vertrieb (Ergebnisorientierung), unternehmerische Entscheidungen im Management bis hin zur Behandlung von Verhaltensstörungen in der Psychologie. Durch neuere Erkenntnisse in der Hirnforschung (siehe den Beitrag von Haggard und die dort angegebene Fachliteratur) hat das Thema in den vergangenen Jahren großes Interesse auf sich gezogen. Versucht man, ein disziplinübergreifendes Fazit aus den wichtigsten wissenschaftlichen Beiträgen zu ziehen, kann man folgendes Bild zeichnen (Abbildung 1): 

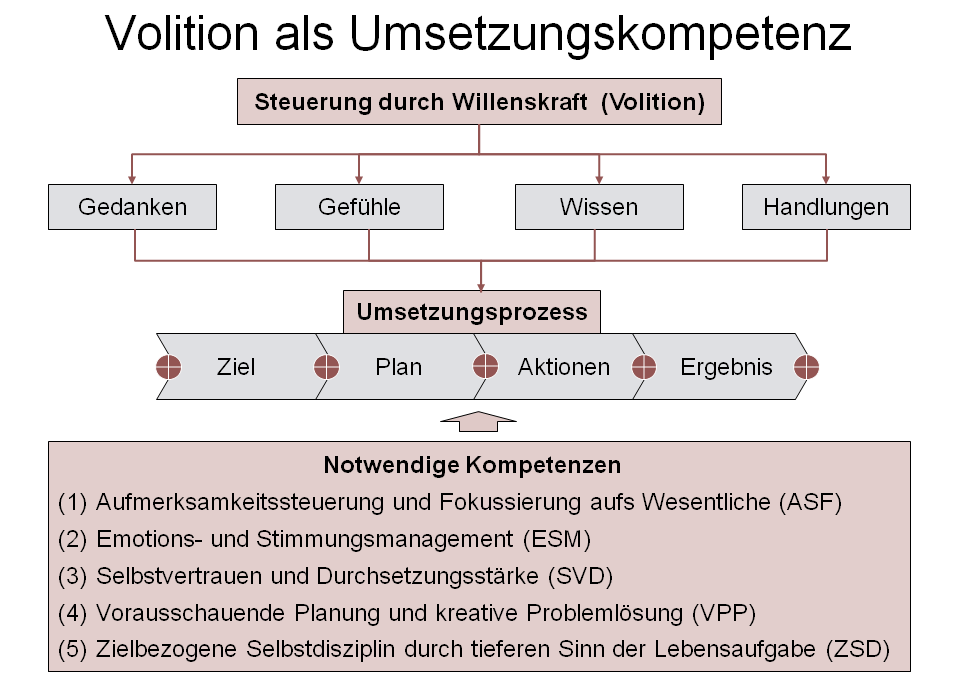
Abb. 1: Definition der Volition als Umsetzungskompetenz

 Am Anfang eines Handlungsablaufs steht die Auswahl und Festlegung von Zielen. Darauf folgt die Planung als gedankliche Vorwegnahme des Geschehens einschließlich der Auswahl geeigneter Mittel zur Zielerreichung. Danach kommt die Durchführung der geplanten Aktionen (Prozess oder Organisation) um schließlich eine Erfolgskontrolle durchzuführen. Bei Soll-Ist-Abweichungen sind korrigierende Maßnahmen notwendig. Damit dieser Prozess autonom (oder selbstgesteuert) abläuft, sind in jeder Phase willentliche Entscheidungen notwendig. Es handelt sich also um eine durch den Willen beeinflusste, ergebnisorientierte Steuerung, die trotz vielfältiger Störungen aus dem Umfeld und aus dem internen Ablauf zur Realisierung von Zielen führt. Je größer die Störungen oder Soll-Ist-Abweichungen (Probleme) sind, desto mehr Willenskraft ist erforderlich. Damit diese aufrechterhalten bleibt, sind bestimmte Kompetenzen ((1) bis (5) in der Abbildung 1) erforderlich, die weiter unten beschrieben werden. Zusammenfassend kann man den Begriff Volition (im Management) somit als die Fähigkeit definieren, Motive und Absichten in Ergebnisse umzusetzen (Umsetzungskompetenz). Diese Kompetenz ist vor allem für (selbstständig) tätige Unternehmer oder Manager von entscheidender Bedeutung, weil sie den gesamten Prozess aus eigenem Antrieb und gegen zahlreiche Widerstände gestalten müssen (Selbststeuerung oder Selbstführung bzw. Selbstmanagement). Das Gegenteil, nämlich extrem schwach ausgeprägte Volitionskompetenzen äußern sich in der traditionellen Diagnose psychischer Störungen unter anderem in Willensschwäche (Akrasia), Willenshemmung und Willenssperrung. Willensschwäche ist an mangelndem Antrieb, Inkonsequenz der Zielverfolgung und einer starken Abhängigkeit von äußeren Einflüssen erkennbar. Das besondere Merkmal der Willenshemmung sind Entschlussunfähigkeit, starke emotionale Ambivalenzen auch bei einfachen Entscheidungen, Unlustbetonung von Zielsetzungen und eine depressive Hemmung alltäglicher Aktivitäten. Willenssperrung bezeichnet die Unterbrechung von Handlungen in Richtung auf den gefassten Entschluss. Die wichtigsten Forschungsergebnisse der letzten 20 Jahre zu diesem Aspekt der unternehmerischen Selbststeuerung haben Neck und Houghton zusammengestellt.

## Entstehung
Das Thema wurde bereits durch den Philosophen Arthur Schopenhauer in seinem Werk aus dem Jahr 1819 unter dem Titel „Die Welt als Wille und Vorstellung“ behandelt. Zwei weitere wichtige Beiträge stammen von Friedrich Nietzsche („Der Wille zur Macht“) aus dem Jahre 1899 und von Narziß Ach, der seine Gedanken in einem Vortrag mit der Überschrift „Über den Willen“ im Jahre 1910 veröffentlichte. Sein Kerngedanke ist der „Wirkungsgrad des Wollens“, der den über den Erfolg menschlichen Handelns Auskunft gibt, nämlich die „Verwirklichung dessen, was wir wollen“ angesichts von Widerständen. Später wurde das Thema Volition aus verschiedenen Gründen kaum beachtet und erhielt neuen Aufschwung durch die Verbreitung der kybernetischen Systemtheorie nach dem Zweiten Weltkrieg und neuerdings durch Fortschritte in den Neurowissenschaften. Einen weiterführenden Überblick über die Entwicklung der Theorie enthält der Beitrag von Paul Karoly. Hervorzuheben ist dabei die Entdeckung des Bereitschaftspotentials durch Hans Helmut Kornhuber (1928–2009) im Jahr 1965 als physiologische Grundlage der Volition. Damit bewegte sich das Thema weg von philosophischen Erörterungen hin zu einer naturwissenschaftlich fundierten Forschung. Eines der ersten Instrumente zur Messung der Volition hat Frederick Kanfer (1925–2002) im Jahr 1970 entwickelt. Es wurde später durch Albert Bandura im Jahr 1991 weiter verfeinert. Einen zusammenfassenden Überblick über die wichtigsten wissenschaftlichen Fachbegriffe im Zusammenhang mit dem Thema Volition soll die nebenstehende Abbildung 2 geben.

Abbildung 2: Die wichtigsten wissenschaftlichen Fachbegriffe zur Volition

Als weiterer wichtiger Meilenstein in der Entwicklung des Faches gelten sicherlich die Arbeiten von Baumeister, Carver, Scheier und Vohs, die die praktische Bedeutung der volitionalen Selbststeuerung in der Psychologie eindrucksvoll verdeutlichten. So meint zum Beispiel Baumeister, dass die meisten Probleme der Menschen in unserer Zeit auf eine mangelhafte Selbststeuerung zurückzuführen sind. Das reicht von Alkoholismus, Übergewicht, Drogensucht und Gewalt bis hin zur (geistigen) Verelendung breiter Bevölkerungsschichten in so genannten Wohlstandsgesellschaften. In der Managementlehre haben Heike Bruch (Universität St. Gallen) und Sumantra Ghoshal (London Business School) das Thema wieder in das Bewusstsein der Fachöffentlichkeit gerückt. In einer Untersuchung fanden sie heraus, dass nur etwa 10 Prozent aller Manager ihre Aufgaben mit voller Energie und Fokussierung erledigen. Die anderen sind entweder hyperaktiv (aber erfolglos) oder distanziert und zögerlich (und somit unwirksam). Die Autoren stellen fest, dass ehrgeizige Ziele, hohe Unsicherheiten und extreme Widerstände sehr rasch an die Grenzen der Motivation führen. Somit reicht Motivation nicht aus, um den wachsenden Anforderungen zu entsprechen. Benötigt wird vielmehr Willenskraft. Es ist „… die Kraft, die hinter Energie und Fokus steckt – (sie) geht einen entscheidenden Schritt über Motivation hinaus.“Manager mit Willenskraft überwinden Hindernisse und Rückschläge und bleiben bis zu ihrem Ziel unbeirrt auf Kurs.“ Zuvor lieferte Peter Drucker im Jahre 1954 in seinem Buch „The Practice of Management“ einen wichtigen Baustein. Darin forderte er, das „Management by Domination“ durch das „Management by Objecitves and Self-Control“ zu ersetzen. Dabei bedeutet der englische Begriff „Control“ nicht „Kontrolle“, sondern Lenkung oder Steuerung („direct oneself and one´s work“). Dazu Peter Drucker wörtlich: „self-control means stronger motivation: a desire to do the best …Management by objectives and self-control asks for self-discipline. It forces the manager to make high demands on himself… it assumes that people want to be responsible, want to contribute, want to achieve…”

## Praxis und Anwendungsgebiete
Eines der wichtigsten Anwendungsgebiete ist die Auswahl und Entwicklung von Führungs- und Führungsnachwuchskräften im Hinblick auf die zukünftigen Herausforderungen. Ein weiteres Feld findet man im Marketing (Konsumentenverhalten). Im Management wird der Bedarf an talentierten Nachwuchskräften angesichts der anstehenden Herausforderungen in Wirtschaft und Gesellschaft immer dringlicher. Eine Studie der Unternehmensberatung McKinsey gipfelte sogar in dem Schlagwort vom Krieg um talentierte Führungskräfte (War for Talent). Der Engpass besteht dabei nicht bei „irgendwelchen“ Führungskräften, sondern bei solchen, die über volitionale Kompetenzen verfügen. Dies ist nämlich die entscheidende Schlüsselqualifikation der Zukunft. Zusammenfassend kann man Selbststeuerung als die Fähigkeit bezeichnen, Motive, Ziele oder Wünsche in Handlungen umzusetzen, damit diese zu konkreten Ergebnissen (Erfolgen) führen. Volition geht also weit über die Motivation hinaus. Häufig muss man nämlich gegen eigene und fremde Motive handeln (können), wenn es darum geht, notwendige Resultate zu erzielen. Für Menschen, die über ausgeprägte volitionale Fähigkeiten verfügen, hat der Volksmund eine treffende Metapher gefunden: „Der Wille versetzt Berge“. Jack Welch zitiert seine Mutter, die ihm folgende Botschaft auf den Lebensweg gab: „Du musst es nur wollen“. Den Erfolg der volitionalen Kompetenzen kann man daran messen, wie viele Absichten oder Ziele eine Person in Ergebnisse umgesetzt hat. Narziß Ach nannte dies bereits im Jahr 1910 den Wirkungsgrad des Wollens.
Die Operationalisierung der volitionalen Fähigkeiten kann durch Verhaltensbeschreibungen von Teilkompetenzen (in Abbildung 1 mit (1) bis (5) bezeichnet) erfolgen.
(1). Aufmerksamkeitssteuerung und Fokussierung 
Die Person kann sich lange und konsequent auf eine Sache konzentrieren und setzt schwierige Handlungen auch dann um, wenn starke widrige Einflüsse auftreten, die die Motivation und Aufmerksamkeit beeinträchtigen.
(2). Emotions- und Stimmungsmanagement
Der Kandidat kann sich sehr gut in eine positive Stimmung versetzen und ist in der Lage, gekonnt mit negativen Gefühlen umzugehen. Er handelt nach dem Prinzip, wonach positive Gefühle bei der Umsetzung von Absichten helfen. Er kann sich gut in die Gedanken- und Gefühlswelt anderer hineinversetzen.
(3). Selbstvertrauen und Durchsetzungsstärke
Die Person hat starke Selbstwirksamkeitserwartungen, ist sich ihrer Fähigkeiten bewusst und vertraut auf diese. Sie findet immer Mittel und Wege, um aus Schwierigkeiten zügig herauszukommen. Widerstände und Probleme werden als (machbare) Herausforderungen begriffen.
(4). Vorausschauende Planung und Problemlösung
Bei einer reaktiven Haltung werden Probleme immer dringlicher und größer, je länger man eine Lösung hinauszögert. Deshalb erhöht eine pro-aktive, vorausschauende Einstellung ganz erheblich die Erfolgswahrscheinlichkeit von Handlungen (man ist besser vorbereitet). Mit anderen Worten: Diese Person erledigt unangenehme und schwierige Probleme sofort (statt sie „auszusitzen“ oder Entscheidungen vor sich her zu schieben).
(5). Zielbezogene Selbstdisziplin
Diese Person erkennt früher als andere, was notwendig ist und setzt es konsequent um. Sie verfügt über ein hohes Maß an Selbstdisziplin und kann plötzliche Impulse, Ablenkungen oder „Verlockungen“ wirksam kontrollieren (ohne innere Kämpfe und Zerrissenheit).
Aus den Verhaltensbeschreibungen kann man Tests (so genannte Selbststeuerungsinventare) zur Diagnose und "Messung" der volitionalen Kompetenzen konstruieren. Beispiele für den allgemeinen und den klinischen Bereich sind die von Kuhl und Fuhrmann oder die von Mezo (Self-Control and Self-Management Scale). Ein Selbststeuerungsinventar (Umsetzungskompetenzen) speziell für Fach- und Führungskräfte wurde am Steinbeis-Institut für Management-Innovation entwickelt. Die Verhaltensbeschreibungen kann man auch für so genannte Verhaltensinterviews in einem Management-Audit verwenden. Dabei verschaffen sich in der Regel zwei Gutachter in einem Interview einen Eindruck von den Kompetenzen des Kandidaten. Anschließend erstellen sie ein „Gutachten“, das man zum Beispiel zur Karriereplanung verwenden kann. Eine noch größere Validität bekommt man, wenn man die Verhaltensbeschreibungen in einem 360-Grad-Feedback einsetzt, weil die Daten einen Vergleich von Selbst- und Fremdbild erlauben. Damit bekommt man eine verlässliche Basis für die Planung der eigenen persönlichen und beruflichen Entwicklung (Kompetenzen).

Das Thema Volition gewinnt zunehmend an Bedeutung auch im Marketing und Vertrieb. Beispielsweise ist im Marketing eines der wichtigsten Themen die Frage nach der Erklärung von Kaufentscheidungen. Warum kauft ein Kunde das Produkt A (und nicht B)? Was hat seine Kaufentscheidung am stärksten beeinflusst? Wie wird sich eine Werbekampagne auf das Kaufverhalten auswirken? Auf diesem Gebiet hat vor allem Werner Kroeber-Riel große Fortschritte erzielt. Er hat insbesondere die Bedeutung von Emotionen bei Kaufentscheidungen untersucht (siehe dazu das Modell von Kroeber-Riel in der Abbildung 3). 

Abbildung 3: Emotions-Handlungs-Prozess nach Kroeber-Riel

Emotionen reichen zur Voraussage einer Handlung (Kauf) jedoch bei Weitem nicht aus; sie sind aber die Grundlage aller menschlichen Aktivitäten. Vereinfacht könnte man sagen: ohne (messbare) Emotion keine Handlung. Wenn zur Emotion eine Zielorientierung hinzu kommt, spricht man von einem Motivation. Während eine Emotion noch nicht zielgerichtet ist (es ist bloß eine innere Erregung, die am zum Beispiel am erhöhten Herzschlag, feuchten Händen oder einem „Kribbeln“ im Bauch erkennt), hat ein Motiv keinen konkreten Inhalt. Beispiele für Motive sind Status, Macht, Unabhängigkeit, Besitz, Geld, Beachtung oder Prestige. Motive spielen in der Werbung eine große Rolle, sie reichen jedoch zur Voraussage von Handlungen (Kauf eines bestimmten Produktes) nicht aus. Der Zusammenhang (Korrelation) zwischen Motiven und Handlungen ist einfach zu schwach. Beispiel: Jemand trägt aus Prestigegründen eine Luxusuhr und kauft trotzdem beim Discounter ein. Deswegen geht man im Marketing noch einen Schritt weiter und misst die Einstellung, die auf das Motiv folgt. Die Einstellung besteht aus einem Motiv und dem Wissen darüber (beziehungsweise der Überzeugung), dass ein bestimmter Gegenstand, geeignet ist, ein bestimmtes Motiv zu befriedigen. Der Zusammenhang zwischen Einstellung und Handlung ist immer noch relativ schwach, was dazu führt, dass Werbekampagnen extrem teuer sind. Genau hier entsteht ein neues Forschungsgebiet, das mit Volition zu tun hat, denn zwischen Einstellung und Handlung kommt die willentliche Steuerung von Handlungen. Man wird also künftig nicht die Einstellung, sondern die Volition messen, wenn man bessere Voraussagen über das Konsumentenverhalten machen möchte.

## Belege
1. ↑  E. Heinen: Betriebswirtschaftliche Führungslehre. 2. Auflage. Wiesbaden 1984.
2. ↑  H. Bruch, S. Ghoshal: Entschlossen führen und handeln. Wiesbaden 2006, S. 30 f.
3. 1 2  W. Kroeber-Riel, P. Weinberg, A. Gröppel-Klein: Konsumentenverhalten. 9. Auflage. München 2009.
4. ↑  S. P. Brown u. a.: Effects of Goal-Directed Emotions on Salesperson Volitions, Behavior, and Performance. In: Journal of Marketing. Vol. 61, 1997, S. 39–50.
5. ↑  H. Bruch, S. Ghoshal: Entschlossen führen und handeln. Wiesbaden 2006.
6. ↑  R. F. Baumeister, J. L. Alquist: Self-Regulation as a Limited Resource. In: R. F. Baumeister u. a. (Hrsg.): Psychology of Self-Regulation. New York 2009.
7. ↑  P. Haggard: Human Volition: Towards a Neuroscience of Will. In: Nature Reviews Neuroscience. 9, Dezember 2008, S. 934–946.
8. ↑  W. Pelz: Fokussieren statt verzetteln: Willenskraft und Umsetzungskompetenz sind ein gutes Vorzeichen für beruflichen Erfolg. In: Personal, Zeitschrift für Human Resource Management. Nr. 4/2010, S. 30 f.
9. ↑  R. S. D’Intino u. a.: Self-leadership: A process of entrepreneurial success. In: Journal of Leadership and Organizational Studies. Vol. 13, 2007.
10. ↑  H.-U. Wittchen: Volitionsunfähigkeit bei psychischen Störungen. In: H. Heckhausen u. a.: Jenseits des Rubikon, Der Wille in den Humanwissenschaften. Berlin u. a. 1987.
11. ↑  C. P. Neck, J. D. Houghton: Two decades of self-leadership theory and research. In: Journal of Managerial Psychology. Vol. 21, 2006.
12. ↑  N. Ach: Über den Willensakt und das Temperament. Leipzig 1910.
13. ↑  N. Ach: Über den Willensakt und das Temperament. Leipzig 1910, S. 5.
14. ↑  J. Beer u. a.: Insights into Emotion Regulation from Neuropsychology. In: J. J. Gross (Hrsg.): Handbook of Emotion Regulation. New York 2007.
15. ↑  K. N. Ochsner, J. J. Gross: The Neural Architecture of Emotion regulation. In: J. J. Gross (Hrsg.): Handbook of Emotion Regulation. New York 2007.
16. ↑  P. Karoly: Mechanisms of Self-Regulation: A Systems View. In: Ann. Rev. Psychol. Vol. 44, 1993, S. 23–52.
17. ↑  H. H. Kornhuber, L. Deecke: Hirnpotentialänderungen beim Menschen vor und nach Willkürbewegungen. In: Pflügers Archiv für die gesamte Physiologie. 284, 1965.
18. ↑  J. Beer u. a.: Insights into emotion regulation from neuropsychology. In: J. J. Gross (Hrsg.): Handbook of Emotion Regulation. New York 2007.
19. ↑  F. H. Kanfer: Self-regulation, Research, issues, and speculations. In: D. Neuringer, J. L. Michael (Hrsg.): Behavior modification in clinical psychology. New York 1970.
20. ↑  A. Bandura: Social cognitive theory of self-regulation. In: Organizational behavior and human decision process. 50, 1991.
21. ↑  R. F. Baumeister, K. D. Vohs, D. M. Tice: The Strength Model of Self-Control, Current Directions. In: Psychological Science. 16, 2007.
22. ↑  H. Bruch, S. Ghoshal: Beyond Motivation: The Power of Volition. In: Sloan Management Review. Spring 2003.
23. ↑  H. Bruch, S. Ghoshal: Entschlossen führen und handeln. Wiesbaden 2006, S. 31.
24. ↑  P. F. Drucker: The Practice of Management. New York 1986.
25. ↑  P. F. Drucker: Management: Tasks, Responsibilities, Practices. New York 1974, S. 439 f.
26. ↑  M. Maccoby: Leaders We Need. Harvard Business School Press, Boston 2007.
27. ↑  G. Hamel: The Future of Management. Harvard Business School Press, Boston 2007.
28. ↑  J. Welch: Winning. New York 2005.
29. ↑  J. Kuhl, A. Fuhrmann: Decomposing Self-Regulationand Self-Control: The Volitional Components Inventory. In: J. Heckhausen, C. S. Dweck: Motivation and Self-Regulation Across the Life Span. Cambridge (UK) 1998.
30. ↑  P. G. Mezo: The Self-Control and Self-Management Scale: Development of an Adaptive Self-Regulatory Coping Skills Instrument. In: J. Psychol. Behav. Assess. 31, 2009, S. 83–93.
31. ↑  Fach- und Führungskräfte.
32. ↑  P. R. Haunschild, M. Rhee: The Role of Volition in Organizational Learning: The Case of Automotive Product Recalls. In: Management Science. Vol. 50, No. 11, 2004, S. 1545–1560.
33. ↑  S. P. Brown u. a.: Effects of Goal-Directed Emotions on Salesperson Volitions, Behavior, and Performance. In: Journal of Marketing. Vol. 61, 1997, S. 39–50.
34. ↑  P. Kotler, G. Armstrong: Principles of Marketing. 11. Auflage. Upper Saddler River/New Jersey 2006.
35. ↑  R. Bagozzi, U. Dholakia: Goal Setting and Goal Striving in Consumer Behavior. In: Journal of Marketing. 63, 1999.
36. ↑  S. Reiss: Who Am I, The 16 Basic Desires That Motivate Our Actions and Define Our Personalities. New York 2000.